# Langardara
Langardara ist ein Dschamoat in der tadschikischen Provinz Chatlon mit 3311 Einwohnern.

## Lage
Langardara liegt nahe der Grenze zur Autonomen Provinz Berg-Badachschan in der Provinz Chatlon. Die Landschaft ist geprägt von den westlichen Ausläufern des Pamir-Gebirges, die für die dünne Besiedlung der Region verantwortlich sind. Die wichtigsten Orte des Dschamoats sind Langara und Nishorak.

## Lebensumstände
Viele der Einwohner Langardaras kamen Ende der 1980er-Jahre aus den umliegenden Distrikten Farkhor und Hamadoni nach Langardara, um dort ihre ursprüngliche Lebensweise fortzuführen. Im damals sowjetischen Tadschikistan wurde den neuen Einwohnern Langardaras staatliche Unterstützung zur Grundversorgung garantiert. Mit dem Zusammenbruch der Sowjetunion und der tadschikischen Unabhängigkeit 1991 wurden Infrastrukturmaßnahmen in der Region vernachlässigt und die Lebensumstände der Menschen in Langardara wurden zunehmend schwierig. Vor allem die Wasserversorgung in dem Dschamoat war ein zentrales Problem für die Bevölkerung. Durch ein Projekt der Aga-Khan-Stiftung mit Unterstützung der Europäischen Union konnte ein funktionierendes System zur Trinkwasserversorgung installiert werden, was eine signifikante Verbesserung der Lebensverhältnisse in der Region bedeutete. Weitere Projekte zur Verbesserung der Situation in der Region sind geplant.